# Pentas pauciflora
Pentas pauciflora är en måreväxtart som beskrevs av John Gilbert Baker. Pentas pauciflora ingår i släktet Pentas och familjen måreväxter. Inga underarter finns listade i Catalogue of Life.